# Мирослав Миња Дедић
Мирослав Миња Дедић (Горњи Милановац, 14. новембар 1921 — Београд, 1. март 2015) био је југословенски и српски редитељ и професор глуме на Факултету драмских уметности у Београду.

## Редитељ
| Год.  | Назив                  | Улога \|- style="background: Lavender; text-align:center; " | 1950-е | 1950-е | 1950-е | 1950-е |
| 1958. | Погубљење (ТВ филм)    | /                                                           |        |        |        |        |
| 1959. | Дундо Мароје (ТВ филм) | /                                                           |        |        |        |        |

## У улози себе
| Год.  | Назив            | Улога \|- style="background: Lavender; text-align:center; " | 1990-е | 1990-е | 1990-е | 1990-е |
| 1994. | Време телевизије | Лично (интервју)                                            |        |        |        |        |